# 游漢龍
游漢龍（？—？），字伯起，号蜇初，直隶徽州府婺源县济溪人，軍籍，明朝政治人物。

## 生平
萬曆二十二年（1594年）領甲午科應天鄉薦，萬曆二十六年（1598年）戊戌成進士，吏部觀政，初授章丘县知县，三十五年考選，授礼部仪制司主事，晉精膳司员外郎、郎中，四十一年升山西兵备副使，四十四年升山东参政，保留加銜山西。四十七年六月升浙江按察使。明熹宗即位，升福建右布政使，天啓元年（1621年）轉左布政使，四年（1624年）入爲南京光禄寺卿，天启五年以东林党被免官閑住。